# 扁异蟹
扁异蟹（学名：Xenocarcinus depressus）为蜘蛛蟹科异蟹属的动物。分布于日本、加罗林岛、新喀里多尼亚、澳大利亚的墨累岛、新南威尔士豪角、斯里兰卡、伊朗湾以及中国大陆的海南岛、西沙群岛等地，生活环境为海水，一般栖息于珊瑚礁浅水中。